# U-20-Fußball-Südamerikameisterschaft 1981
Die X.U-20-Fußball-Südamerikameisterschaft 1981 fand vom 15. Februar 1981 bis zum 8. März 1981 in Ecuador statt.
Ausgetragen wurden die Begegnungen zur Ermittlung des Turniersiegers in den Städten Guayaquil und Quito. Es nahmen am Turnier die Nationalmannschaften Argentiniens, Boliviens, Brasiliens, Chiles, Ecuadors, Kolumbiens, Paraguays, Uruguays und Venezuelas teil.
Gespielt wurde in zwei Gruppen und einer anschließend ebenfalls im Gruppenmodus ausgetragenen Finalphase. Aus der Veranstaltung ging Uruguay als Sieger hervor. Die Plätze zwei bis vier belegten die Nationalteams aus Brasilien, Argentinien und Bolivien. Die ersten drei Teams qualifizierten sich für die Junioren-Fußballweltmeisterschaft 1981 in Australien. Argentinien musste dabei allerdings den Umweg über die Qualifikation gegen den Sieger der Ozeaniengruppe nehmen.
Torschützenkönige des Turniers waren der Uruguayer Enzo Francescoli und der Brasilianer Lela mit jeweils fünf erzielten Treffern.
Der Kader der von Aníbal Gutiérrez Ponce trainierten Siegermannschaft bestand aus folgenden Spielern:
Santiago Ostolaza, Carlos Vázquez (Bella Vista), José Batista (Cerro), Carlos Berrueta, Javier Zeoli (beide Danubio), Jorge Da Silva (Defensor), Jorge Ananía (Fénix), Gustavo Ancheta (Miramar), Jorge Villazán (Nacional), Nelson Gutiérrez, Alexis Noble (beide Peñarol), Pedro Pedrucci (Progreso), Adolfo Barán (Rentistas), Eduardo Linaris (auch als Carlos Linaris geführt), Javier López Báez (beide River Plate), Enzo Francescoli, Carlos Melián (beide Wanderers) und César Calero (OFI)